# Konstanty Radziwiłł
Konstanty Mikołaj Melchior Maria Radziwiłł (phát âm tiếng Ba Lan: [kɔnˈstantɨ raˈd͡ʑiviww] ⓘ; sinh ngày 9 tháng 1 năm 1958) là chính trị gia, bác sĩ người Ba Lan và là người dẫn đầu của Tổ chức Tỉnh Mazowieckie. Ông giữ chức Bộ trưởng Bộ Y tế Ba Lan từ ngày 16 tháng 11 năm 2015 đến ngày 9 tháng 1 năm 2018. Ông là cựu thành viên của Thượng viện Ba Lan và là Chủ tịch Viện Bác sĩ và Nha sĩ.
Ông tốt nghiệp Đại học Y Warszawa. Ông là thành viên của gia đình Radziwiłł (gia đình quý tộc). Năm 1979, ông kết hôn với kiến trúc sư Joanna Dąbrowska (sinh năm 1959 ở Warsaw), và cặp đôi có bốn con gái và bốn con trai.

## Tiểu sử
Konstanty Radziwiłł sinh tại Wroclaw ngày 9 tháng 1 năm 1958, ông là con cả và là con trai duy nhất trong nhà. Cha mẹ của ông kết hôn tại Puszczykowo và các em gái của ông sinh ra ở Poznań. Ông sống tại Warszawa từ năm lên 7. Cha ông tốt nghiệp trường kinh doanh. Ông sở hữu một điền trang tại Zegrze.
Ông nội của ông, Constantine, là sĩ quan Ba Lan, tham gia Cuộc khởi nghĩa Warszawa và bị Đức Quốc xã sát hại vào năm 1944.
Radziwiłł gia nhập Hội Sinh viên Độc lập (tiếng Ba Lan: Niezależne Zrzeszenie Studentów, NZS) khi vẫn đang học đại học.

## Giáo dục
Radziwiłł học chuyên ngành y học gia đình trong khi theo học tại Học viện Y khoa ở Warszawa, làm nghiên cứu sinh sau đại học về kinh tế chăm sóc sức khỏe tại Đại học Warszawa và đạo đức sinh học.

## Sự nghiệp
Bác sĩ Radziwiłł làm bác sĩ chăm sóc chính trong vài năm sau khi tốt nghiệp tại một trung tâm y tế. Bắt đầu từ năm 1997, ông gia nhập y tế tư nhân. Ông đứng đầu Phòng khám Y học Gia đình, trong cơ sở chăm sóc sức khỏe ngoài công lập.
Từ 1997-2001 Radziwiłł là thư ký của Hội đồng Y khoa Tối cao, và từ 2001 lên chức chủ tịch. Ông tham gia vào công việc của Ủy ban Thường vụ các Bác sĩ Y khoa Châu Âu (CPME), một cơ quan tư vấn cho Ủy ban Châu Âu. Tại đây ông đã góp phần đưa ra các giải pháp lập pháp về các vấn đề chăm sóc sức khỏe. Ông trở thành chủ tịch Ủy ban Đạo đức của CPME và là chủ tịch của Học viện Y khoa Warszawa và thủ quỹ của Ủy ban Quốc gia.